# Cristoforo Maroni
Cristoforo Maroni (Roma, cerca de 1350 – Roma, 4 de dezembro de 1404) foi um cardeal romano da Igreja Católica, que foi arcipreste da Basílica de São Pedro. 

## Biografia
Foi eleito bispo de Isernia em 1387, ocupando a dicoese até sua promoção ao cardinalato. Nada mais se sabe sobre sua ordenação presbiteral nem episcopal.
Foi criado cardeal pelo Papa Bonifácio IX no Consistório de 18 de dezembro de 1389, recebendo o título de cardeal-presbítero de São Ciríaco nas Termas de Diocleciano.
Foi nomeado como arcipreste da Basílica de São Pedro em setembro 1397. Também foi prior commendatario do mosteiro de Ss. Alessio e Bonifazio all'Aventino de Roma, sendo que após sua morte, o priorado foi unido à Basílica de São Pedro.
Morreu em 4 de dezembro de 1404, em Roma, sendo enterrado em um túmulo de mármore na capela de São Gregório na Basílica de São Pedro.

### Conclaves
- Conclave de 1404 - participou da eleição do Papa Inocêncio VII